# Tedarön
Tedarön este o arie protejată (arie specială de conservare — SAC, sit de importanță comunitară — SCI) din Suedia întinsă pe o suprafață de 90,1 ha, integral pe uscat.

## Localizare
Centrul sitului Tedarön este situat la coordonatele 59°31′36″N 16°58′18″E / 59.5266°N 16.9717°E.

## Înființare
Situl Tedarön a fost declarat sit de importanță comunitară în ianuarie 1998 pentru a proteja un număr necunoscut de specii din flora spontană și fauna sălbatică aflate în arealul zonei. Situl a fost protejat și ca arie specială de conservare în martie 2011.

## Biodiversitate
Situată în ecoregiunea boreală, aria protejată conține 8 habitate naturale: Liziere de ierburi înalte hidrofile de câmpie și de nivel montan până la alpin, Pășuni din zone de pădure fino-scandinave, Păduri caducifoliate de mlaștină fino-scandinave, Pajiști cu Molinia pe soluri calcaroase, turboase sau argilos-nămoloase (Molinion caeruleae), Taiga vestică, Pajiști fino-scandinave uscate până la mezice, bogate în specii de altitudine mică, Roci stâncoase cu vegetație pionieră de Sedo-Scleranthion sau Sedo albi-Veronicion dillenii, Păduri caducifoliate bătrâne naturale hemiboreale fino-scandinave (Quercus, Tilia, Acer, Fraxinus sau Ulmus) bogate în specii epifite.
La baza desemnării sitului se află un număr nedeclarat de specii protejate.